# Ambertruck SM
Ambertruck SM — среднетоннажный грузовой автомобиль, выпускающийся с 2024 года калининградской компанией Автотор на базе Yuejin Naveco NJ.

## Описание
Продажи автомобилей Ambertruck SM стартовали в июне 2024 года. Заявленная цена составила от 4,89 млн рублей.
Автомобиль оснащён четырёхцилиндровым турбодизельным двигателем Cummins ISF3.8S5168 мощностью 170 л. с. и крутящим моментом 592 Н·м в паре с шестиступенчатой механической трансмиссией WLY. Максимальная грузоподъёмность автомобиля 7620 кг.
В базовую комплектацию входят следующие опции: кондиционер, обогрев наружных зеркал заднего вида, круиз-контроль, мультимедийная система, парктроники, ABS и так далее. Ширина спального места составляет 610 мм. В целях адаптации для эксплуатации в российских условиях были нанесены антикоррозийное и антигравийное покрытия, включая дополнительную защитную плёнку на крышке моторного отсека. Также существует удлинённый вариант.
Ambertruck SM представляет собой перелицованную версию Yuejin Naveco NJ, представленного в конце 2013 года. Кроме России, поставки также возможны в республику Беларусь и Казахстан.